# 언어와 생각
언어가 생각에 미치는 영향에 대한 연구는 다양한 분야에서 오랜 역사가 있다. 이 논쟁을 둘러싸고 두 가지 생각이 형성되고 있다. 하나의 사고 체계는 언어학에서 비롯되며 사피어-워프 가설로 알려져 있다. 언어가 생각에 미치는 영향에 대해 주장하는 강력한 버전과 약한 버전이 있다. 강력한 버전인 언어적 결정론은 언어가 없으면 생각이 있을 수 없고 생각할 수도 없다고 주장하는 반면 약한 버전인 언어적 상대성은 언어가 사고에 미치는 영향이 있다는 생각을 지지한다. 그리고 반대 측에는 공적인 언어가 사적인 생각에 필수적이지 않다고 믿는 '사고의 언어' 이론(LOTH )이 있다. 회상). LOTH 이론은 언어가 사고를 위해 진화했는지 여부에 대한 질문과 관련된 언어 없이 사고가 가능한지 여부에 대한 논쟁을 다룬다. 이러한 아이디어는 모든 학문 분야에서 문화 대 사고 대 언어의 영향을 분석하는 것이 어렵기 때문에 연구하기 어렵다.
언어의 주요 용도는 생각을 한 마음에서 다른 마음으로 옮기는 것이다. 한 사람의 마음에 들어오는 언어 정보의 비트는 사람들로 하여금 그의 세계 지식, 추론 및 후속 행동에 심오한 영향을 미치는 새로운 생각을 하게 한다. 언어는 개념적 삶을 창조하거나 왜곡하지 않는다. 생각이 먼저이고 언어는 표현이다. 언어에는 일정한 한계가 있으며 인간은 생각하는 것을 다 표현할 수 없다.

## 생각의 언어
사고 언어 이론은 정신적 표상이 언어적 구조로 되어 있다는 믿음에 의존한다. 생각은 "머릿속의 문장"이며, 이는 정신 언어 내에서 발생함을 의미한다. 두 가지 이론이 사고 이론의 언어를 뒷받침하기 위해 작동한다. 정신 실천의 인과 구문론 이론은 정신 과정이 정신 표상의 구문에 대해 정의된 인과 과정이라고 가정한다. 마음의 표상 이론은 명제적 태도가 주체와 정신 표상 사이의 관계라고 가정한다. 동시에 이러한 이론은 뇌가 합리적인 사고와 행동을 생산할 방법을 설명한다. 이 세 가지 이론 모두 현대 논리 추론의 발전에 영감을 받았다. 그들은 또한 물리적 기계 내에서 형식적인 절차를 요구하는 인과적 과정에 대한 앨런 튜링의 작업에서 영감을 받았다.

## 과학적 가설
- 언어학의 사피어-워프 가설은 모국어의 문법적 구조가 우리가 세상을 인식하는 방식에 영향을 미친다고 말한다. 이 가설은 적어도 강력한 형태의 언어적 결정론에서 매우 제한된 실험적 지원을 발견했기 때문에 언어학자들에 의해 크게 포기되었다. 예를 들어, 중국어와 같이 가정법 분위기가 부족한 언어를 사용하는 사람들은 가상의 문제에 어려움을 겪는다는 연구 결과가 신뢰받지 못했다. 또 다른 연구에서는 기억력 테스트의 대상자가 모국어에 해당 색상에 대한 단어가 포함되면 해당 색상을 기억할 가능성이 더 높다는 것을 보여주었다. 그러나 이러한 발견이 반드시 이 가설을 구체적으로 뒷받침하는 것은 아니다. 사피어-워프 가설에 관한 다른 연구는 아래 "연구" 문단에서 찾을 수 있다.
- 노엄 촘스키의 이론은 언어를 인지의 한 측면으로 간주한다. 촘스키의 이론에 따르면 여러 인지 시스템이 존재하며, 이러한 시스템은 고유한 특성이 있는 것으로 보이다. 이러한 인지 시스템은 언어 능력과 같은 인지 능력의 토대를 마련한다.[3]
- Piaget의 인지 결정론은 유아가 경험을 점진적으로 더 높은 수준의 표상으로 통합한다는 믿음을 나타낸다. 그는 유아가 더 높은 수준의 표현을 만들기 위해 낮은 수준의 표현을 구축할 수 있도록 하는 변화 메커니즘을 통해 유아가 세계의 단순한 모델에서 정교한 모델로 발전하는 것을 지원하는 이 믿음 구성주의라고 부른다. 이 견해는 인지가 타고난 지식과 능력으로 구성되어 있다는 원시주의 이론에 반대한다.
- 레프 미고츠키의 역할 교환 이론으로 알려진 Vygotsky의 인지 발달 이론은 사회적 및 개인 발달이 변증법적 상호 작용과 기능 통합의 과정에서 비롯된다는 아이디어를 뒷받침한다. Lev Vygotsky는 2세가 되기 전에 언어와 사고가 기능과 함께 다른 방식으로 발달한다고 믿었다. 생각과 말 사이의 관계가 끊임없이 변화한다는 생각은 Vygotsky의 주장을 뒷받침한다. Vygotsky의 이론은 생각과 언어가 다른 뿌리를 가지고 있다고 주장한다. 그리고 2살이 되면 아이의 생각과 언어가 충돌하고 생각과 언어의 관계가 바뀐다. 생각은 언어가 되고 말은 합리적으로 된다.[3]
- 에런 벡이 창시한 인지 요법 이론에 따르면, 우리의 감정과 행동은 자아 커뮤니케이션으로 발생한다. 우리는 우리 자기 생각, 특히 "인지적 왜곡"이라고 불리는 특정한 잘못된 사고 패턴에 도전하고 논박하는 법을 배움으로써 자신을 변화시킬 수 있다. 인지 치료는 경험적 증거 연구로 효과적인 것으로 밝혀졌다.
- 행동 경제학에서 이론적 가용성 휴리스틱을 뒷받침하는 실험에 따르면 사람들은 더 생생하게 기술된 사건이 그렇지 않은 사건보다 더 가능성이 있다고 믿다. 사람들에게 무언가를 상상해 보라고 하는 간단한 실험을 통해 그 가능성이 더 높다고 믿게 되었다. 노출 효과는 거짓 선동과 같은 선전적 반복과도 관련이 있을 수 있다. 전망 이론에 따르면, 사람들은 문제가 어떻게 구성 되는지에 따라 다양한 경제적 선택을 한다.

## 사피어-워프 가설에 관한 연구
다른 문화권에서는 다른 방식으로 숫자를 사용한다. 예를 들어, Munduruku 문화에는 숫자 단어가 5개까지만 있다. 또한 숫자 5를 "한 손"이라고 하고 숫자 10을 "두 손"이라고 한다. 10보다 큰 숫자는 일반적으로 "다수"라고 한다.
아마도 현대 서구 문명의 계산 체계와 가장 다른 셈 체계는 피라항인이 사용하는 일대다 체계일 것이다. 이 시스템에서 2보다 큰 수량은 단순히 다수라고 한다. 더 많은 양의 경우 하나는 소량을 의미하고 "많은"은 더 많은 양을 의미할 수도 있다. 다양한 매칭 작업을 통해 피라한 문화에 관한 연구가 진행되었다. 이들은 계산 시스템이나 더 중요하게는 언어가 인지 능력에 영향을 미치는지 알아보기 위해 분석된 비언어적 작업이다. 결과는 예를 들어 숫자에 대한 단어가 2 이상인 언어를 사용하는 영어를 사용하는 사람과 상당히 다르게 수행하는 것으로 나타났다. 예를 들어, 손가락을 사용하여 숫자 1과 2를 정확하게 나타낼 수 있었지만, 숫자가 커질수록(최대 10) 정확도가 떨어졌다. 이 현상을 "아날로그 추정"이라고도 하며, 숫자가 커질수록 추정치가 커진다. 그들의 감소한 성능은 언어가 생각에 어떻게 영향을 미칠 수 있는지 보여주는 한 예이며 사피어-워프 가설을 뒷받침하는 훌륭한 증거이다.
언어는 또한 다른 문화권의 사람들이 공간에서 자신을 지향하는 방식을 형성한다. 예를 들어, Kuuk Thaayorre 와 같은 많은 호주 원주민 국가는 북쪽, 남쪽, 동쪽 및 서쪽과 같은 기본 방향 용어를 독점적으로 사용하며 관찰자를 기준으로 공간을 정의하지 않는다. "왼쪽", "오른쪽", "뒤로", "앞으로"와 같은 용어를 사용하는 대신 이러한 문화권의 화자들은 "북동쪽 다리에 거미가 있다." 또는 "남서쪽으로 공을 전달한다."라고 말한다. 사실, 그러한 문화권에서 인사는 "어디 가세요?", 때로는 "어디서 오셨어요?"이다. 그러한 인사 뒤에는 "중거리에서 북동쪽으로"라는 지시적인 대답이 따를 것이다. 그러한 언어를 사용하는 결과는 화자가 지속적해서 공간을 지향해야 한다는 것이다. 그렇지 않으면 적절하게 자신을 표현하지 못하거나 인사를 지나칠 수 없다. 절대 참조 프레임에 의존하는 언어 사용자는 상대 참조 프레임을 사용하는 언어 사용자보다 탐색 능력과 공간 지식이 더 뛰어나다. 영어 사용자와 비교할 때 절대 참조 프레임에 의존하는 언어 사용자들은 익숙하지 않은 공간에서도 방향을 유지하는 데 훨씬 더 능숙하다.
언어는 색상 처리에 영향을 줄 수 있다. 다른 색상이나 다른 색상 음영에 대해 더 많은 이름을 사용하면 어린이와 어른 모두가 쉽게 인식할 수 있다. 연구에 따르면 모든 언어에는 흑백에 대한 이름이 있으며 각 언어에 의해 정의된 색상은 특정 패턴을 따른다.

## 같이 보기
- 체화된 인지
- 레프 비고츠키
- 언어의 기원
- 언어철학